# Galápagos (provins)
Galápagos är en provins i Ecuador som utgörs av Galápagosöarna väster om landet. Den administrativa huvudorten är Puerto Baquerizo Moreno. Befolkningen beräknades år 2006 till 19 184 invånare på en yta av 7 880 kvadratkilometer.

## Administrativ indelning
Provinsen är indelad i 3 kantoner:
- Isabela
- San Cristóbal
- Santa Cruz